# کامبک (نیویورک)
کامبک (به انگلیسی: Commack) یک منطقهٔ مسکونی در ایالات متحده آمریکا است که در شهرستان سافک، نیویورک واقع شده‌است. کامبک ۳۱٫۰ کیلومتر مربع مساحت و ۳۶٬۱۲۴ نفر جمعیت دارد و ۴۰ متر بالاتر از سطح دریا واقع شده‌است.